# Верхня Ланна
Ве́рхня Ла́нна — село в Україні, у Ланнівській сільській громаді Полтавського району Полтавської області. Населення становить 769 осіб. Орган місцевого самоврядування — Верхньоланнівська сільська рада.

## Географія
Село Верхня Ланна знаходиться на березі річки Ланна (в основному на лівому) в місці впадання в неї річки Піщанка, вище за течією на відстані 1 км розташоване село Холодне Плесо, нижче за течією на відстані 0,5 км розташоване село Редути. Річка в цьому місці пересихає. Селом протікає кілька пересихаючих струмків з загатами. На південній околиці села розташований ландшафтний заказник місцевого значення Піщанка.
Через село проходить автомобільна дорога Р11.

## Історія
12 червня 2020 року, відповідно до розпорядження Кабінету Міністрів України № 721-р «Про визначення адміністративних центрів та затвердження територій територіальних громад Полтавської області», село увійшло до складу Ланнівської селищної громади.
19 липня 2020 року, в результаті адміністративно - територіальної реформи та ліквідації Карлівського району, село увійшло до складу новоутвореного Полтавського району Полтавської області.

## Населення
Згідно з переписом УРСР 1989 року чисельність наявного населення села становила 953 особи, з яких 442 чоловіки та 511 жінок.
За переписом населення України 2001 року в селі мешкали 754 особи.

### Мова
Розподіл населення за рідною мовою за даними перепису 2001 року:
| Мова       | Відсоток |
| ---------- | -------- |
| українська | 97,66 %  |
| російська  | 1,69 %   |
| білоруська | 0,52 %   |
| молдовська | 0,13 %   |

## Економіка
- Молочно-товарна та птахо-товарна ферми.
- ПП «Перемога».

## Об'єкти соціальної сфери
- Школа І-ІІ ст.
- Будинок культури.

## Релігія
- Храм Різдва Богородиці.